# Pterobryon fasciculatum
Pterobryon fasciculatum là một loài rêu trong họ Pterobryaceae. Loài này được Mitt. mô tả khoa học đầu tiên năm 1891.